# NK Hrvatski vitez Posedarje
NK Hrvatski vitez nogometni je klub iz Posedarja.  
U sezoni 2020./21. se natječe u 3. HNL – Jug.